# بيت محمد صالح (السدة)

تعديل مصدري - تعديل

بيت محمد صالح محلة تابعة لقرية معزوب الاشرم، التابعة لعزلة الاعماس بمديرية السدة إحدى مديريات محافظة إب في الجمهورية اليمنية.، بلغ تعداد سكانها 42 حسب تعداد اليمن لعام 2004.